# Mareatîn, Malîn
Mareatîn (în ucraineană Мар`ятин) este un sat în comuna Vîșiv din raionul Malîn, regiunea Jîtomîr, Ucraina.

## Demografie
Componența lingvistică a localității Mareatîn
     Ucraineană (97,22%)
     Rusă (2,78%)
Conform recensământului din 2001, majoritatea populației localității Mareatîn era vorbitoare de ucraineană (97,22%), existând în minoritate și vorbitori de rusă (2,78%).